# 1901
Il 1901 (MCMI in numeri romani) è un anno  del XX secolo.
È stato il primo anno del XX secolo.

## Eventi
- 1º gennaio:
  - La Nigeria diviene un protettorato inglese.
  - L'Australia diventa una confederazione in seno all'Impero britannico.
- 10 gennaio: a Beaumont viene scoperto il primo bacino petrolifero del Texas (USA).
- 22 Gennaio: sulla costa nord dell'isola isola di Wight, a Cowes, muore la regina Vittoria del Regno Unito all’età di 81 anni. Gli succede il figlio Edoardo VII ed inizia l’età edoardiana (1901-1910).
- 27 gennaio: a seguito di un ictus cerebrale avvenuto 6 giorni prima, muore a Milano al Grand Hotel et de Milan alle 02:50 all'età di 87 anni il compositore Giuseppe Verdi.
- 27 aprile: parte da Torino il primo giro automobilistico d'Italia, organizzato dal Corriere della Sera.
- 14 settembre: William McKinley, il 25° presidente degli Stati Uniti, viene assassinato dall'anarchico statunitense Leon Czolgosz a Buffalo dopo un discorso. Gli succede il quarantaduenne Theodore Roosevelt.
- 9 ottobre: viene catturato ad Acqualagna il brigante Musolino.
- 10 dicembre: si svolge a Oslo la prima cerimonia per l'assegnazione dei premi Nobel.
- 12 dicembre: prima trasmissione radio transoceanica effettuata da Guglielmo Marconi, fra la Zelanda (nei Paesi Bassi) e l'isola di Terranova (in Canada).

## Nati
Ci sono circa 1 550 voci su persone nate nel 1901; vedi la pagina Nati nel 1901 per un elenco descrittivo o la categoria Nati nel 1901 per un indice alfabetico.

## Morti
Ci sono circa 390 voci su persone morte nel 1901; vedi la pagina Morti nel 1901 per un elenco descrittivo o la categoria Morti nel 1901 per un indice alfabetico.

## Calendario
| Calendario 1901 | Calendario 1901 | Calendario 1901 | Calendario 1901 | Calendario 1901 | Calendario 1901 | Calendario 1901 | Calendario 1901 | Calendario 1901 | Calendario 1901 | Calendario 1901 | Calendario 1901 | Calendario 1901 | Calendario 1901 | Calendario 1901 | Calendario 1901 | Calendario 1901 | Calendario 1901 | Calendario 1901 | Calendario 1901 | Calendario 1901 | Calendario 1901 | Calendario 1901 | Calendario 1901 | Calendario 1901 | Calendario 1901 | Calendario 1901 | Calendario 1901 | Calendario 1901 | Calendario 1901 | Calendario 1901 | Calendario 1901 | Calendario 1901 |
| --------------- | --------------- | --------------- | --------------- | --------------- | --------------- | --------------- | --------------- | --------------- | --------------- | --------------- | --------------- | --------------- | --------------- | --------------- | --------------- | --------------- | --------------- | --------------- | --------------- | --------------- | --------------- | --------------- | --------------- | --------------- | --------------- | --------------- | --------------- | --------------- | --------------- | --------------- | --------------- | --------------- |
|                 | 1               | 2               | 3               | 4               | 5               | 6               | 7               | 8               | 9               | 10              | 11              | 12              | 13              | 14              | 15              | 16              | 17              | 18              | 19              | 20              | 21              | 22              | 23              | 24              | 25              | 26              | 27              | 28              | 29              | 30              | 31              |                 |
| Gennaio         | Ma              | Me              | Gi              | Ve              | Sa              | Do              | Lu              | Ma              | Me              | Gi              | Ve              | Sa              | Do              | Lu              | Ma              | Me              | Gi              | Ve              | Sa              | Do              | Lu              | Ma              | Me              | Gi              | Ve              | Sa              | Do              | Lu              | Ma              | Me              | Gi              |                 |
| Febbraio        | Ve              | Sa              | Do              | Lu              | Ma              | Me              | Gi              | Ve              | Sa              | Do              | Lu              | Ma              | Me              | Gi              | Ve              | Sa              | Do              | Lu              | Ma              | Me              | Gi              | Ve              | Sa              | Do              | Lu              | Ma              | Me              | Gi              |                 |                 |                 |                 |
| Marzo           | Ve              | Sa              | Do              | Lu              | Ma              | Me              | Gi              | Ve              | Sa              | Do              | Lu              | Ma              | Me              | Gi              | Ve              | Sa              | Do              | Lu              | Ma              | Me              | Gi              | Ve              | Sa              | Do              | Lu              | Ma              | Me              | Gi              | Ve              | Sa              | Do              |                 |
| Aprile          | Lu              | Ma              | Me              | Gi              | Ve              | Sa              | Do              | Lu              | Ma              | Me              | Gi              | Ve              | Sa              | Do              | Lu              | Ma              | Me              | Gi              | Ve              | Sa              | Do              | Lu              | Ma              | Me              | Gi              | Ve              | Sa              | Do              | Lu              | Ma              |                 |                 |
| Maggio          | Me              | Gi              | Ve              | Sa              | Do              | Lu              | Ma              | Me              | Gi              | Ve              | Sa              | Do              | Lu              | Ma              | Me              | Gi              | Ve              | Sa              | Do              | Lu              | Ma              | Me              | Gi              | Ve              | Sa              | Do              | Lu              | Ma              | Me              | Gi              | Ve              |                 |
| Giugno          | Sa              | Do              | Lu              | Ma              | Me              | Gi              | Ve              | Sa              | Do              | Lu              | Ma              | Me              | Gi              | Ve              | Sa              | Do              | Lu              | Ma              | Me              | Gi              | Ve              | Sa              | Do              | Lu              | Ma              | Me              | Gi              | Ve              | Sa              | Do              |                 |                 |
| Luglio          | Lu              | Ma              | Me              | Gi              | Ve              | Sa              | Do              | Lu              | Ma              | Me              | Gi              | Ve              | Sa              | Do              | Lu              | Ma              | Me              | Gi              | Ve              | Sa              | Do              | Lu              | Ma              | Me              | Gi              | Ve              | Sa              | Do              | Lu              | Ma              | Me              |                 |
| Agosto          | Gi              | Ve              | Sa              | Do              | Lu              | Ma              | Me              | Gi              | Ve              | Sa              | Do              | Lu              | Ma              | Me              | Gi              | Ve              | Sa              | Do              | Lu              | Ma              | Me              | Gi              | Ve              | Sa              | Do              | Lu              | Ma              | Me              | Gi              | Ve              | Sa              |                 |
| Settembre       | Do              | Lu              | Ma              | Me              | Gi              | Ve              | Sa              | Do              | Lu              | Ma              | Me              | Gi              | Ve              | Sa              | Do              | Lu              | Ma              | Me              | Gi              | Ve              | Sa              | Do              | Lu              | Ma              | Me              | Gi              | Ve              | Sa              | Do              | Lu              |                 |                 |
| Ottobre         | Ma              | Me              | Gi              | Ve              | Sa              | Do              | Lu              | Ma              | Me              | Gi              | Ve              | Sa              | Do              | Lu              | Ma              | Me              | Gi              | Ve              | Sa              | Do              | Lu              | Ma              | Me              | Gi              | Ve              | Sa              | Do              | Lu              | Ma              | Me              | Gi              |                 |
| Novembre        | Ve              | Sa              | Do              | Lu              | Ma              | Me              | Gi              | Ve              | Sa              | Do              | Lu              | Ma              | Me              | Gi              | Ve              | Sa              | Do              | Lu              | Ma              | Me              | Gi              | Ve              | Sa              | Do              | Lu              | Ma              | Me              | Gi              | Ve              | Sa              |                 |                 |
| Dicembre        | Do              | Lu              | Ma              | Me              | Gi              | Ve              | Sa              | Do              | Lu              | Ma              | Me              | Gi              | Ve              | Sa              | Do              | Lu              | Ma              | Me              | Gi              | Ve              | Sa              | Do              | Lu              | Ma              | Me              | Gi              | Ve              | Sa              | Do              | Lu              | Ma              |                 |

## Premi Nobel
In quest'anno sono stati conferiti i seguenti Premi Nobel:

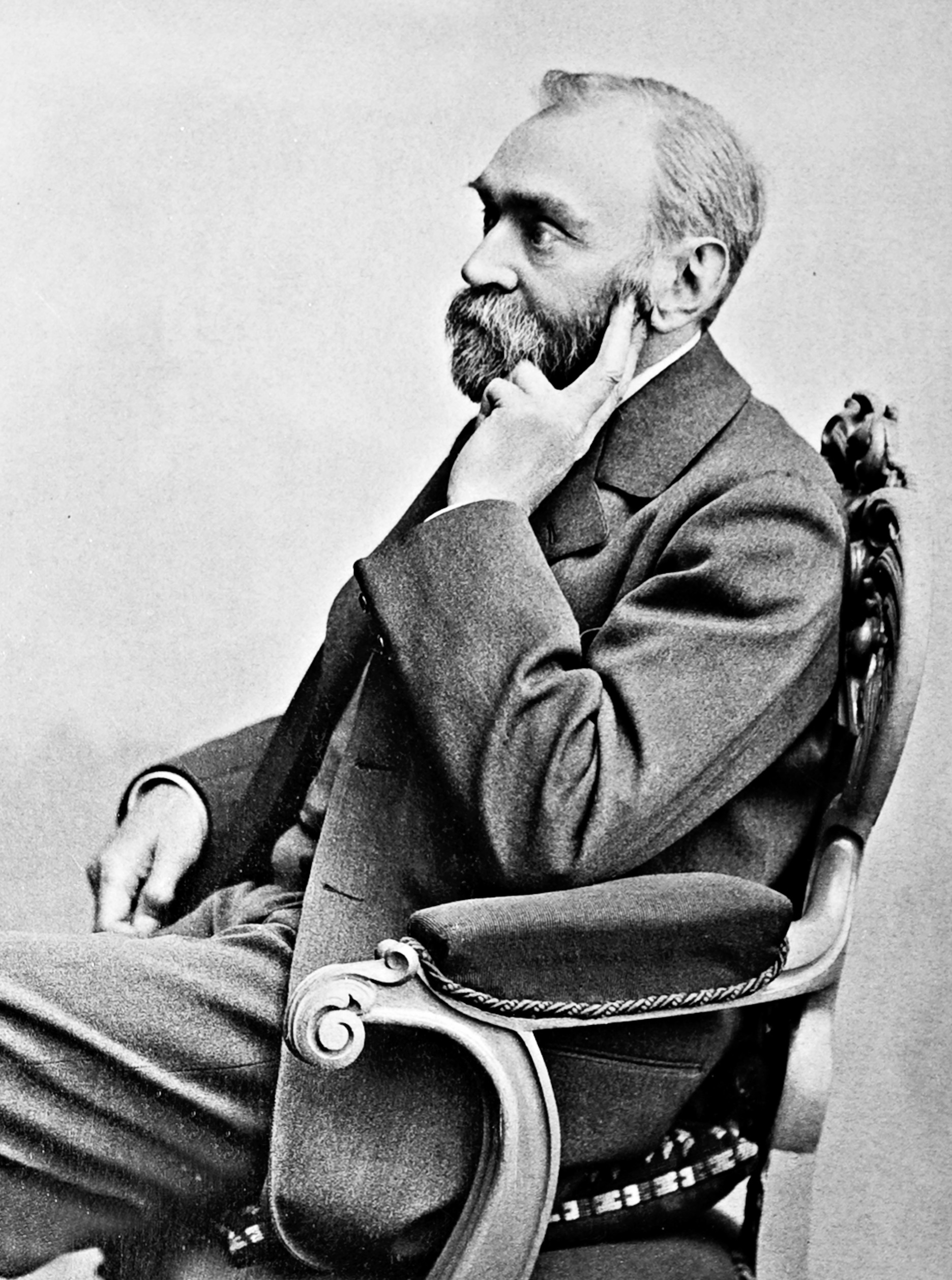
Un'immagine di Alfred Nobel: nel 1901 viene istituito il premio che porta il suo nome

- per la Pace: Jean Henri Dunant, Frédéric Passy
- per la Letteratura: Sully Prudhomme
- per la Medicina: Emil Adolf Von Behring
- per la Fisica: Wilhelm Conrad Roentgen
- per la Chimica: Jacobus Henricus van 't Hoff

## Arti
- Henry James pubblica il racconto La fonte sacra
- Rudyard Kipling pubblica il romanzo Kim
- Thomas Mann pubblica il romanzo I Buddenbrook
- Giuseppe Pellizza da Volpedo realizza il dipinto Il Quarto Stato